# The Bride Wore Red
 The Bride Wore Red és una pel·lícula estatunidenca dirigida per Dorothy Arzner, estrenada el 1937.

## Argument
Al Casino de Trieste, el cínic comte Armalia li diu al seu amic Rudi Pai que l'única cosa que distingeix els aristòcrates de la gent comuna és la sort. Més tard, al cafè proper, va decidir provar la seva afirmació, oferint a Anni Pavlovich, una cantant de cabaret, diners i un guarda-roba sencer per passar dues setmanes en un hotel de luxe als Alps, fingint ser Anne Vivaldi, una amiga seva, filla d'un aristòcrata. A la localitat turística, Anni coneix Giulio, un empleat de correus que s'hi enamora. Cortejada també per Rudi que descuida la seva promesa Maddalena, Anni decideix prorrogar la seva estada a l'hotel. Maddalena fa investigacions per esbrinar que és aquesta noia. Atrapada entre els dos pretendents, Anni deixarà l'hotel, deixant tot el vestuari que li va donar Armalia, emportant-se només la roba que porta posada, per anar amb Julius.

## Producció
La pel·lícula es va rodar en els Alps austríacs i a Califòrnia, a Mammoth Lakes del 5 de juny al 10 d'agost de 1937.

## Distribució
La pel·lícula va ser distribuïda per la MGM i es va estrenar als cinemes el 8 d'octubre de 1937 als EUA.

## Repartiment
- Joan Crawford: Anni Pavlovitch
- Franchot Tone: Giulio
- Robert Young: Rudi Pal
- Billie Burke: Comtesse Di Meina
- Reginald Owen: Almirall Monti
- Lynne Carver: Maddalena Monti
- George Zucco: Comte Armalia
- Mary Philips: Maria
- Dickie Moore: Pietro
- Frank Puglia: Alberto

I, entre els actors que no surten als crèdits:
- Ann Rutherford: Una jove camperola